# Colli Orientali del Friuli Tocai Friulano
Le Colli Orientali del Friuli Tocai Friulano est un vin blanc italien de la région Frioul-Vénétie Julienne doté d'une appellation DOC depuis le 20 juillet 1970. Seuls ont droit à la DOC les vins blancs récoltés à l'intérieur de l'aire de production définie par le décret. Les vignobles autorisés se situent au nord - est de la province d'Udine dans les communes de Tarcento, Nimis, Faedis, Povoletto, Attimis, Torreano, San Pietro al Natisone, Prepotto, Premariacco, Buttrio, Manzano, San Giovanni al Natisone et Corno di Rosazzo.
Le Colli Orientali del Friuli Tocai Friulano répond à un cahier des charges moins exigeant que le Colli Orientali del Friuli Tocai Friulano riserva, essentiellement en relation avec le vieillissement et le Colli Orientali del Friuli Tocai Friulano superiore.

## Caractéristiques organoleptiques
- couleur: jaune paille plus ou moins intense
- odeur: caractéristique, intense et agréable
- saveur: sec aimable ou doux, plein, légèrement tannique,

Le Colli Orientali del Friuli Tocai Friulano se déguste à une température comprise entre 8 et 10 °C. Il se gardera 1 - 2 ans.

## Production
Province, saison, volume en hectolitres :
- Udine (1990/91) 17851,87
- Udine (1991/92) 17199,09
- Udine (1992/93) 20731,52
- Udine (1993/94) 18974,17
- Udine (1994/95) 18700,52
- Udine (1995/96) 16184,5
- Udine (1996/97) 18547,53